# Paul Kalkbrenner

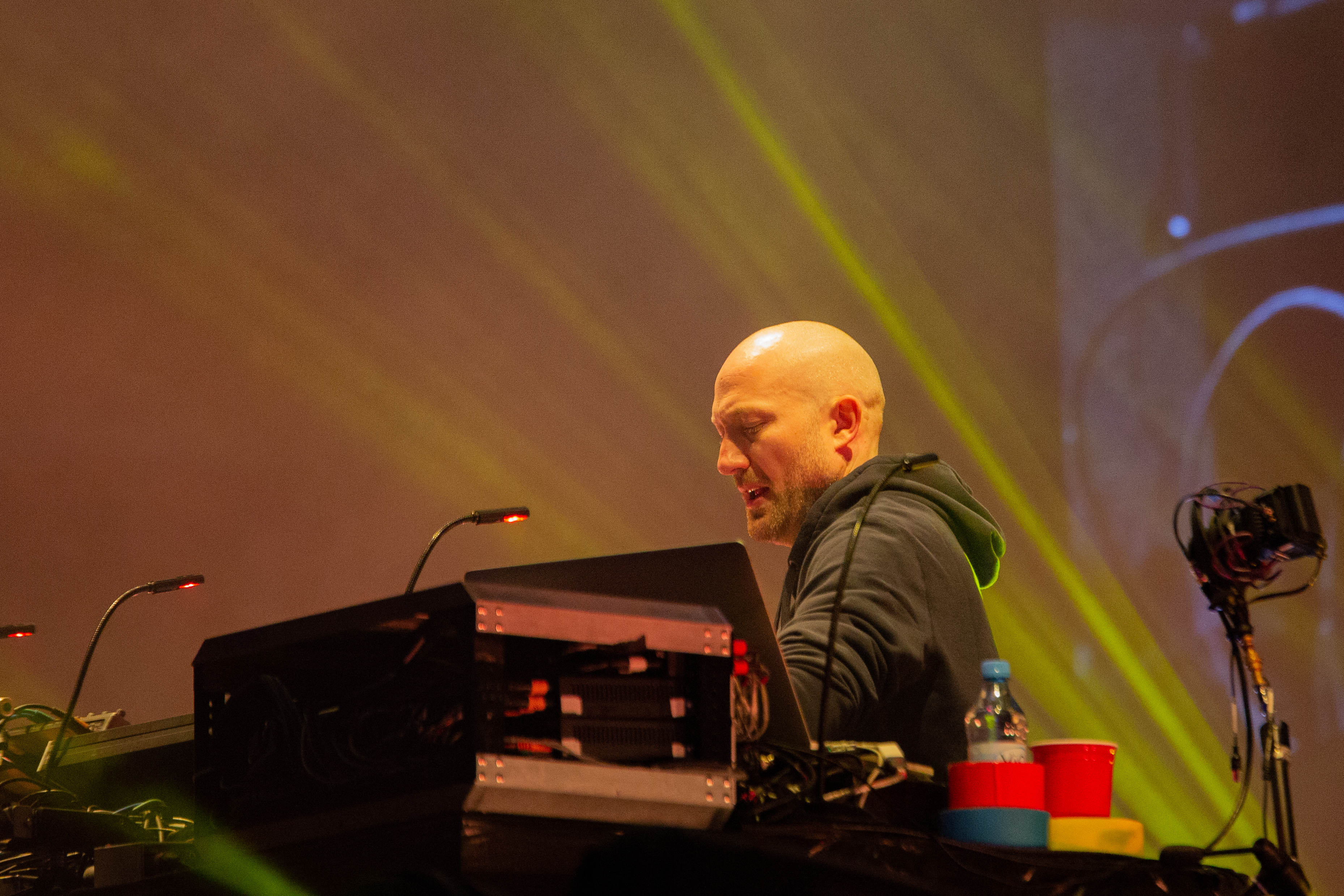
Paul Kalkbrenner, 2018

Paul Kalkbrenner (Leipzig, 11 juni 1977) is een Duitse muziekproducent en live-artiest. Hij is vooral actief in de technoscene.

## Achtergrond
Kalkbrenner groeide op in Berlin-Friedrichshain. Zijn grote doorbraak vond plaats na de uitgave van de film Berlin Calling (2008), waarin Kalkbrenner de hoofdrol van Ickarus vertolkte. Ook produceerde hij de muziek voor de film. Samen met zijn jongere broer Fritz Kalkbrenner schreef en produceerde hij Sky and Sand, de titelsong voor de film.
"Sky and Sand" was een internationale hit, die naast 127 weken in de Duitse hitlijsten, ook in Nederland (23 weken) en Vlaanderen (20 weken) scoorde. In Nederland werd een zevende positie gehaald, in de Vlaamse Ultratop was de tweede plaats de hoogste positie.
In 2011 stond Paul Kalkbrenner op plaats 62 in de DJ Mag Top 100 DJs.

## Discografie

### Albums
| Album met hitnotering(en) in de Vlaamse Ultratop 200 albums | Datum van verschijnen | Datum van binnenkomst | Hoogste positie | Aantal weken | Opmerkingen               |
| ----------------------------------------------------------- | --------------------- | --------------------- | --------------- | ------------ | ------------------------- |
| Soundtrack / Berlin Calling                                 | 12-12-2008            | 31-01-2009            | 24              | 20           | Soundtrack Berlin Calling |
| Icke wieder                                                 | 03-06-2011            | 11-06-2011            | 56              | 6            |                           |
| Guten Tag                                                   | 30-11-2012            | 08-12-2012            | 41              | 16           |                           |
| x                                                           | 30-05-2014            | 07-06-2014            | 119             | 10           |                           |
| 7                                                           | 07-08-2015            | 15-08-2015            | 5               | 49           |                           |
| Parts of life                                               | 18-05-2018            | 26-05-2018            | 14              | 14           |                           |

- 2001 "Superimpose" (BPitch Control)
- 2001 "Zeit" (BPitch Control)
- 2004 "Self" (BPitch Control)
- 2005 "Maximalive" (Minimaxima)
- 2006 "Reworks (BPitch Control)"
- 2008 "Berlin Calling – The Soundtrack" (BPitch Control)
- 2011 "Icke Wieder" (Paul Kalkbrenner Musik)
- 2012 "Guten Tag" (Paul Kalkbrenner Musik)
- 2015 "7" (Sony Music Entertainment International Limited)
- 2018 "Parts of Life" (Sony Music Entertainment International Limited)

### Singles
| Single met hitnotering(en) in de Vlaamse Ultratop 50 | Datum van verschijnen | Datum van binnenkomst | Hoogste positie | Aantal weken | Opmerkingen           |
| ---------------------------------------------------- | --------------------- | --------------------- | --------------- | ------------ | --------------------- |
| Sky and sand                                         | 16-02-2009            | 31-01-2009            | 2(4wk)          | 20           | met Fritz Kalkbrenner |
| Cloud rider                                          | 15-05-2015            | 04-07-2015            | tip78           | -            |                       |
| Part three                                           | 16-03-2018            | 31-03-2018            | tip             | -            |                       |
| No goodbye                                           | 26-07-2019            | 03-08-2019            | tip1            | -            |                       |

- Sky and Sand met Fritz Kalkbrenner (BPitch Control, 2009)
- Part Three (Columbia (Sony), 2018)

### Ep's
- DB+ (12") (BPitch Control, 2000)
- Chrono (12") (BPitch Control, 2001)
- Brennt (12") (BPitch Control, 2002)
- F.FWD (12") (BPitch Control, 2003)
- Steinbeisser (12") (BPitch Control, 2003)
- Press On (12") (BPitch Control, 2004)
- Maximalive (Minimaxima, 2005)
- Tatü-Tata (12") (BPitch Control, 2005)
- Keule (12") (BPitch Control, 2006)
- Altes Kamuffel (12") (BPitch Control, 2007)
- Bingo Bongo (12") (BPitch Control, 2008)
- Das Gezabel (2012)
- Speak UP (2020)

### NPO Radio 2 Top 2000
| Nummer met noteringen in de NPO Radio 2 Top 2000 | '15  | '16  | '17  | '18  | '19  | '20  | '21  | '22  | '23  | '24  |
| ------------------------------------------------ | ---- | ---- | ---- | ---- | ---- | ---- | ---- | ---- | ---- | ---- |
| Sky and Sand (met Fritz Kalkbrenner)             | 1633 | 1410 | 1388 | 1346 | 1342 | 1277 | 1227 | 1228 | 1239 | 1185 |

1. ↑  Een vetgedrukt getal geeft de hoogste notering aan.
2. ↑  2015 was het eerste jaar met een notering voor dit nummer.